# White Horse Tavern (Manhattan)

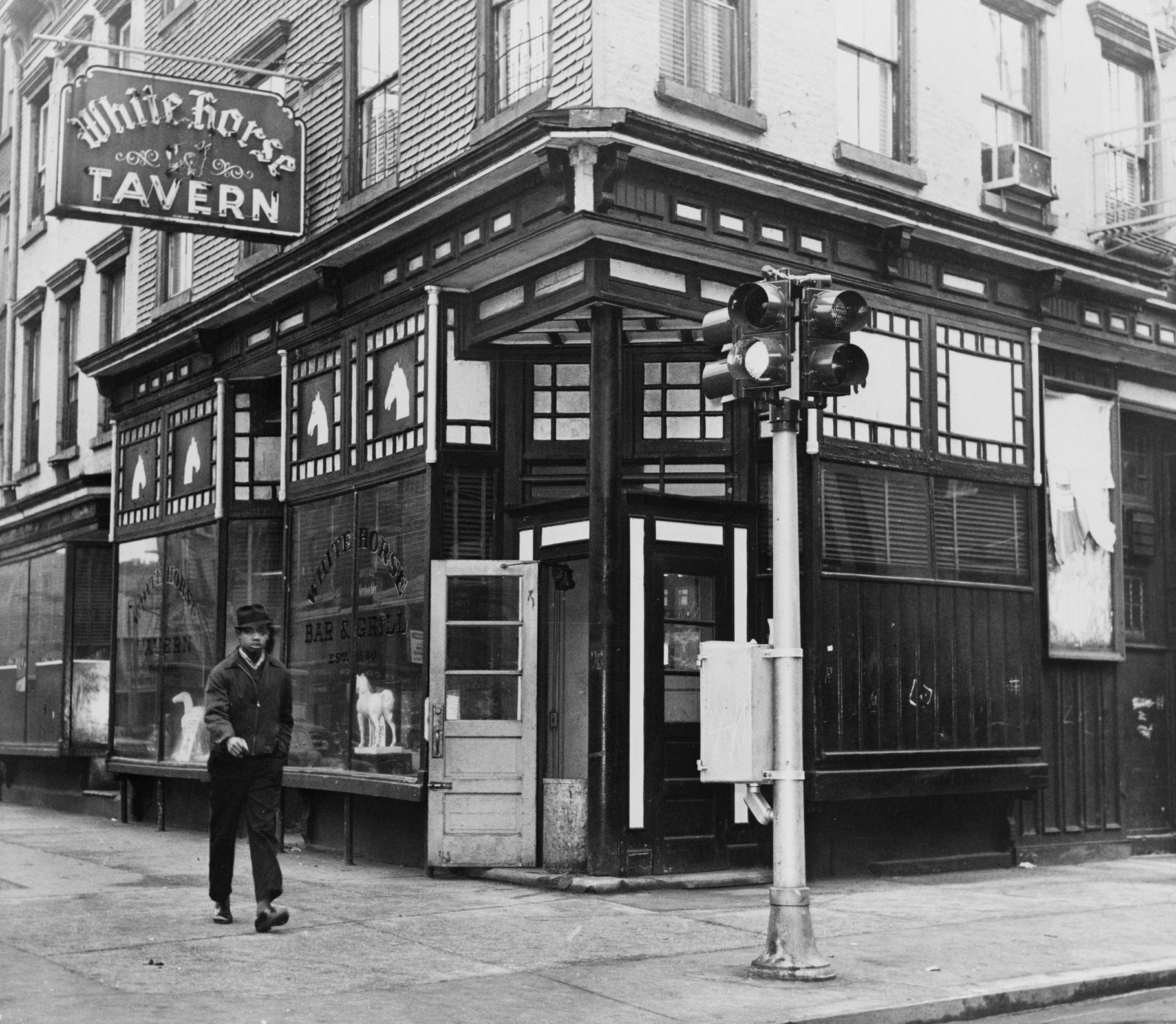
White Horse Tavern, 1961

Die White Horse Tavern, gelegen an der Kreuzung von Hudson Street und 11th Street im Greenwich Village, war in den 1950er und 1960er Jahren ein Künstlerlokal in Manhattan (New York City).

## Geschichte
Die White Horse Tavern wurde im Jahre 1880 erbaut und diente seit den 1950er Jahren als Tummelplatz für die literarische Gemeinschaft in New York. Der walisische Dichter Dylan Thomas wurde in jener Zeit auf diesen Schlupfwinkel der Hafenarbeiter aufmerksam. Über der Theke befindet sich eine Gedenktafel, und mehrere Fotos an den Wänden erinnern an Thomas. Zu den Besuchern des Lokals zählten auch Schriftsteller wie James Baldwin, Norman Mailer, Anaïs Nin oder James Laughlin, der Gründer des New Directions Verlags. Die Bar war ein Treffpunkt für Autoren wie Allen Ginsberg und Jack Kerouac oder Dichter wie John Ashbery und Frank O’Hara. Andere bekannte Stammgäste in den 1950er und 1960er Jahren waren Musiker wie die Clancy Brothers und Tommy Makem, die dort auftraten, oder Bob Dylan.
Neben dem Chumley’s ist die White Horse Tavern eines der wenigen Künstlerlokale aus dieser Zeit, das die Gentrifizierung des Greenwich Village zumindest physisch überlebt hat. Die Bar zählt zu den zehn ältesten in New York.